# Nora Ginzburg
Nora Raquel Ginzburg (Buenos Aires, 6 de abril de 1949) es una abogada y política argentina de ascendencia judía, que fue diputada de la Nación por la ciudad de Buenos Aires por el partido Recrear fundado por Ricardo López Murphy.

## Biografía
Descendiente de judíos por el lado paterno, sus abuelos fueron asesinados en Auschwitz por los nazis.
Se graduó como abogada en 1974 y comenzó en la función pública como asesora municipal de la Ciudad de Puerto San Julián, Santa Cruz (1986/1987).

## Trayectoria profesional
En 1993, pasó a trabajar en la Municipalidad de Buenos Aires y su Concejo Deliberante en diversos cargos de asesora. Entró al flamante Gobierno de la Ciudad Autónoma de Buenos Aires en diversos cargos entre 1997 y 2000 para pasar en 2001 al gobierno nacional con un puesto en la Secretaría de Seguridad Interior.
Fue Convencional Constituyente de la Ciudad de Buenos Aires (1996) por la Unión Cívica Radical.
Fue diputada nacional desde diciembre de 2005 hasta 2009 por el PRO, que abandonó en 2008 por diferencias con Federico Pinedo y formó el Frente por los Derechos Ciudadanos. Fue integrante de las Comisiones de Legislación Penal, Relaciones Exteriores y Culto, Seguridad Interior, Defensa Nacional y Peticiones, Poderes y Reglamento.
Se manifestó contraria a la Ley de Servicios de Comunicación Audiovisual.
Fue denunciada como homófoba por sus afirmaciones durante el debate parlamentario de que los homosexuales "tienen discapacidad para tener hijos" y son "una minoría caprichosa" pero el INADI no consideró válida esa denuncia. Como integrante del interbloque "Propuesta Federal" en la cámara baja, perteneció a una fuerza política que votó contra la unión civil, una ley aprobada en diciembre del 2002 que legalizó "la unión conformada libremente por dos personas con independencia de su sexo".
Respecto a que se permitiera el ingreso a la Cámara de Diputados de Luis Patti, lo defendió:

"Lo de Patti es una acusación muy grave. Por una persona condenada por crímenes de esa humanidad, todos hubiéramos estado de acuerdo para que no entrara. Acá lo grave es que solo hay una petición de un fiscal que pide la nulidad por un sobreseimiento dictado hace años".

Fue una de las legisladores que optó por no concurrir, en marzo del 2006, a una sesión de la Cámara en la cual se repudió al golpe de 1976 por considerar que sería "una visión sesgada de la historia".
Se opuso al proyectos de extracción compulsiva de ADN para establecer la identidad de los hijos de desaparecidos argumentando que se violaría el Pacto de San José de Costa Rica, que en su artículo 5º sostiene que toda persona tiene derecho a que se respete su integridad física, psíquica y moral. En el artículo 11, punto 1, expresa que toda persona tiene derecho al reconocimiento de su dignidad, y en el punto 2 que nadie puede ser objeto de injerencias abusivas en su vida privada y tampoco en su domicilio.
Antes de que el proyecto fuera aprobado, mientras fundamentaba su posición en el recinto fue interrumpida desde la galería de visitantes por militantes de los derechos humanos como la titular de Abuelas de Plaza de Mayo, Estela de Carlotto que gritaron exigiéndole que se callara. En esa oportunidad sostuvo que "...esto es fascismo. Las víctimas no tienen más derecho por el solo hecho de ser víctimas".